# Alexander Rud Mills
Alexander Rud Mills (1885 – 1964) è stato uno dei primi e dei più importanti etenisti in Australia, e uno dei primi fautori della nascita dell'Odinismo nel XX secolo le cui simpatie verso il misticismo nazista in quel paese prima e durante la seconda guerra mondiale gli procurò l'arresto e la detenzione politica ordinata dal governo australiano.
Avvocato e poeta, affermò che la religione germanica pre-cristiana fosse un sentiero decisamente più salutare per i popoli di retaggio nord-europeo, contrariamente al Cristianesimo o al materialismo marxista. Fondò con successo una chiesa odinista nel 1936. Durante la guerra, le autorità australiane, ritenendo erroneamente che Mills e i suoi compagni odinisti fossero dei simpatizzanti nazisti, arrestarono e internarono lui e altri odinisti nei campi di detenzione negli anni dal 1942 al 1944. Mills fu prosciolto da ogni accusa, ma non ricevette alcun risarcimento per la sua carcerazione.
Gli scritti di Mills influenzarono Else Christensen, contribuendo alla risorgenza neopagana degli anni sessanta e settanta.